# Chloropteryx diluta
Chloropteryx diluta là một loài bướm đêm trong họ Geometridae.